# Disasterpeace
Richard Vreeland ou Rich Vreeland, connu sous le pseudonyme Disasterpeace, est un compositeur et musicien américain, né le 29 juin 1986 à Staten Island. Connu pour son travail au style chiptune, il sort plusieurs albums à partir de 2004 puis il se spécialise dans les musiques de jeux vidéos à partir de Fez en 2012. Il crée aussi des musiques de films depuis 2013 et signe sa première bande originale d'un long métrage, It Follows, en 2014.

## Biographie
Richard Vreeland grandit à Staten Island, à New York, au sein d'une famille portée sur la musique : sa mère joue du piano et son beau-père est professeur de musique à l'église. Par ailleurs, ses parents jouent déjà aux jeux vidéo, sur la NES, durant son enfance. Durant son adolescence, il se passionne d'abord exclusivement pour le graphisme. Il commence la musique en apprenant la guitare au lycée et, vers l'âge de 17 ans, il écrit ses premières compositions, sans pour autant songer à des bandes originales de jeu vidéo,. À cette époque, il apprécie des groupes comme Led Zeppelin, Tool et Rage Against the Machine. Comme sa sœur, il suit des études au Berklee College of Music, à Boston.
En 2004, il sort un premier album autoproduit, intitulé History Of The Vreeland, suivi de The Chronicles Of Jammage The Jam Mage en 2005, encore autoproduit, et de Atebite And The Warring Nations en 2006, sous les labels Pause (II) et Daddy's Dead.

### Compositions pour les jeux vidéo
Vreeland compose ses premières musiques de jeux vidéo pour Puzzle Agent en 2010 et sa suite Puzzle Agent 2 en 2011. Il crée ensuite la bande originale au style électronique chiptune de Fez, sorti en 2012. Malgré son expérience dans le chiptune, il décide de limiter l'utilisation de ce style. Il travaille avec des synthétiseurs et applique une réverbération artificielle à sa composition pour se rapprocher le plus possible du son des synthétiseurs des années 1980. Il baisse l'importance des percussions et ajoute parfois des effets de distorsion comme le bitcrushing ou encore le wow. Le succès de Fez permet à Richard Vreeland d'accroître sa notoriété auprès du public et lui ouvre de nouvelles portes professionnelles.

### Compositions pour le cinéma
En 2014, Vreeland composée la musique du film It Follows de David Robert Mitchell. Vreeland est approché par Mitchell car le réalisateur américain est fan du travail du compositeur sur le jeu Fez. Tous deux collaborent à nouveau en 2018 avec le film Under the Silver Lake. Sa troisième collaboration au cinéma est pour le film Triple frontière de J. C. Chandor, sorti sur Netflix en 2019.

## Discographie
Les bandes originales composées par Disasterpeace n'ont pas toutes été éditées (voir la section "Filmographie" pour l'ensemble de ses compositions pour le cinéma ou les jeux vidéo). Par ailleurs, l'année de sortie de l'album peut différer de celle du film ou jeu vidéo concerné.

### Albums
- 2004 : History Of The Vreeland (autoproduit)
- 2005 : The Chronicles Of Jammage The Jam Mage (autoproduit)
- 2006 : Atebite And The Warring Nations (Pause II / Daddy's Dead)
- 2007 : Under The Influence (autoproduit)
- 2007 : Limeade Grin (Pause II)
- 2008 : Level (Pause II)
- 2010 : Midnight Orphans (Pause II)
- 2011 : Rise Of The Obsidian Interstellar (Pause II)
- 2012 : Fez (Pause II)
- 2012 : Shoot Many Robots (autoproduit)
- 2013 : Runner 2: Future Legend of Rhythm Alien (Gaijin Games) - avec Petrified Productions
- 2014 : The Floor Is Jelly (autoproduit) - avec Auren Snyder
- 2014 : Monsters Ate My Birthday Cake (autoproduit)
- 2015 : It Follows (Milan)
- 2016 : Hyper Light Drifter (Bludhoney Records)
- 2017 : Ram Son (bande originale de River City Ransom: Underground) (autoproduit) - avec Lexi & The Cheap
- 2018 : Under the Silver Lake (Milan)
- 2019 : Triple Frontier (Netflix Studios, LLC)
- 2022 : Marcel The Shell With Shoes On (Lakeshore Records)

### Singles et EP
- 2007 : Neutralite (Pause II)
- 2009 : High Strangeness (autoproduit)
- 2010 : West (autoproduit) - avec Derris-Kharlan

## Filmographie

### Jeux
- 2010 : Puzzle Agent
- 2011 : Puzzle Agent 2
- 2012 : Fez
- 2012 : Shoot Many Robots
- 2013 : Bit.Trip Presents Runner 2: Future Legend of Rhythm Alien
- 2013 : January
- 2013 : Famaze
- 2013 : Apoc Wars
- 2014 : The Floor Is Jelly[9]
- 2014 : Canon Brawl
- 2014 : Monsters Ate My Birthday Cake
- 2015 : Gunhouse[10]
- 2015 : Mini Metro
- 2016 : Hyper Light Drifter[11]
- 2016 : Reigns (UST)
- 2016 : Beasts of Balance (jeu de plateau)
- 2017 : River City Ransom: Underground
- 2019 : Crimson Tooth
- 2021 : Solar Ash

### Cinéma
Sauf indication contraire, les informations mentionnées dans cette section peuvent être confirmées par la base de données cinématographiques IMDb,  présente dans la section « Liens externes ».
- 2013 : Somewhere (court-métrage)
- 2014 : Loop Ring Chop Drink (court-métrage d'animation)
- 2014 : It Follows
- 2018 : Under the Silver Lake
- 2019 : Triple frontière[12]
- 2021 : Marcel le coquillage (avec ses chaussures) (film d'animation)
- 2022 : Bodies Bodies Bodies
- 2024 : Viktor (documentaire)

### Télévision
Sauf indication contraire, les informations mentionnées dans cette section peuvent être confirmées par la base de données cinématographiques IMDb,  présente dans la section « Liens externes ».
- 2016 : Adventure Time (série télévisée), épisode Bad Jubies